# A Message from Mars (film, 1903)
A Message from Mars byl novozélandský němý film z roku 1903. Režisérem byl Franklyn Barrett (1873–1964). Film trval zhruba 9 minut a v současnosti je považován za ztracený.
Film byl natočen podle stejnojmenné divadelní hry Richarda Ganthonyho, která se stala velmi populární v Austrálii a Novém Zélandu. Podobný film A Message from Mars byl natočen v roce 1913 ve Spojeném království.

## Děj
Marťan navštíví Zemi, aby člověku ukázal, jak je sobecký, a přiměl ho změnit své způsoby.